# 洲本市立洲浜中学校
兵庫県洲本市立洲浜中学校（すもとしりつ すはまちゅうがっこう）は、兵庫県洲本市にある公立中学校。

## 沿革
- 1947年（昭和22年）5月15日 洲本市立洲本第一中学校設立
- 1947年（昭和22年）10月15日 洲本市立洲浜中学校に改称
- 2008年（平成20年）12月 北校舎建て替え完成
- 2011年（平成23年）3月31日 洲本市立中川原中学校を統合
- 2013年（平成25年）9月3日 学校給食開始

## 学区
- 洲本市立洲本第一小学校
- 洲本市立洲本第二小学校
- 洲本市立洲本第三小学校（外町地区のみ）
- 洲本市立中川原小学校

## 出身者
- 大地真央 - 女優（元宝塚歌劇団月組トップスター）
- 松本正義 - 住友電気工業会長、関西経済連合会会長

## 通学区域が隣接している学校
- 洲本市立由良中学校
- 洲本市立青雲中学校
- 洲本市立五色中学校
- 洲本市立安乎中学校